# Joint Expeditionary Force
Die Joint Expeditionary Force (JEF) ist eine seit 2014 von Großbritannien als Framework Nation bestehende multinationale Expeditionstruppe und schnelle Eingreiftruppe und soll über 10.000 Soldaten mobilisieren. Neben möglichen Militäreinsätzen auch im Rahmen von Friedensmissionen der Vereinten Nationen und zur Abschreckung potentieller Gegner (unter anderem Russland nach der Annexion der Krim 2014) gehört auch der Einsatz zur humanitären Unterstützung zum möglichen Aufgabenspektrum.

## Geschichte
Initiiert wurde die JEF durch den britischen Chief of the Defence Staff (Chef des Verteidigungsstabes) General David J. Richards im Dezember 2012, sie entstand aus der 1999 gegründeten und 2001 einsatzfähigen britischen Joint Rapid Reaction Force (JRRF) mit den Spearhead Forces (Speerspitzen-Kräfte).
Auf dem NATO-Gipfeltreffen am 4. September 2014 in Newport in Wales wurde die JEF vereinbart und sollte bis Ende 2018 einsatzbereit sein.

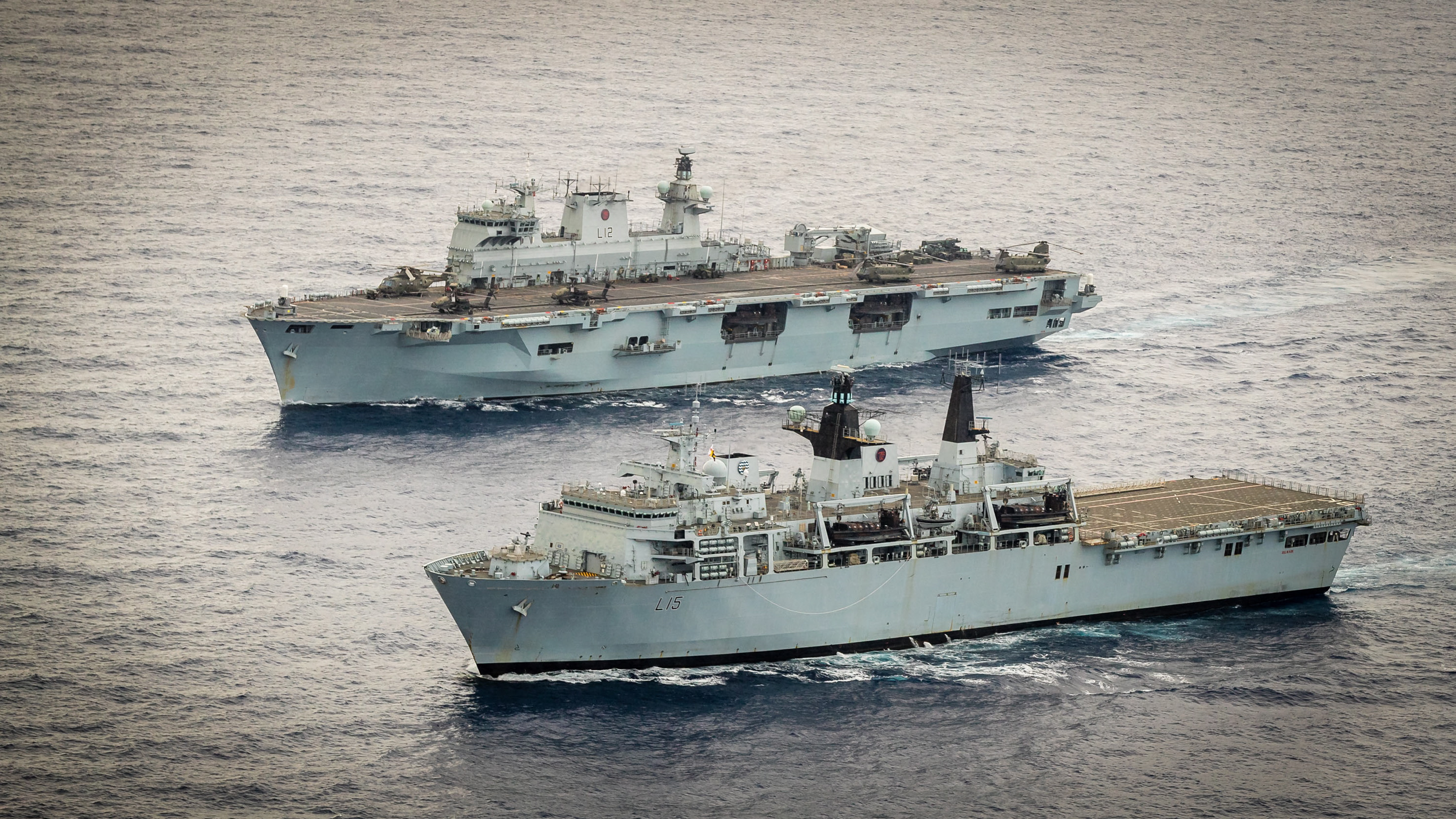
Ocean und Bulwark als Teil der Joint Expeditionary Force (Maritime) (JEF(M)) im Mittelmeer im September 2016

Im Juli 2016 fand auf dem RAF St Mawgan in Cornwall das erste Militärmanöver (Joint Venture 16) mit rund 1600 britischen Soldaten im Rahmen der JEF statt. Das britische amphibische Angriffsschiff Ocean mit dem 42. Marineinfanteriebataillon (42 Commando) bildete unter anderem ab September 2016 die Marinekomponente der JEF.
Am 30. Juni 2017 wurde auf Schloss Karlberg in Stockholm durch den schwedischen Verteidigungsminister Peter Hultqvist und den finnischen Verteidigungsminister Jussi Niinistö die Beteiligung der beiden skandinavischen Nationen an der JEF beschlossen.
Im Mai 2018 erfolgte in der Hochebene Salisbury Plain in Südengland ein multinationales Großmanöver (Joint Warrior) der Joint Expeditionary Force mit rund 12.000 Soldaten aus 17 Nationen. Beteiligt waren u. a. Teile des britischen Parachute Regiment (PARA), das dänische Jütländische Dragonerregiment (Jydske Dragonregiment), die mechanisierte Infanteriebrigade Geležinis Vilkas aus Litauen und das 1. (mechanisierte) Infanteriebataillon aus Lettland.
Im April 2021 trat Island der JEF bei.

## Struktur
Das JEF besteht aus mehreren Komponenten der britischen Teilstreitkräfte British Army, Royal Air Force, Royal Navy und Royal Marines und wurde so konzipiert, dass auch andere Nationen mit Streitkräftekomponenten beteiligt werden können.
Die Marinekomponente wird auch als Joint Expeditionary Force (Maritime) (JEF(M)) bezeichnet und besteht aus der ehemaligen Response Force Task Group – Cougar Deployment.
Das Hauptquartier ist das Standing Joint Force Headquarters (SJFHQ) und Kommandeur ist ein britischer Generalmajor. Kommandeur ist derzeit Major General Stuart Skeates.

## Mitgliedsstaaten
Neben dem Vereinigten Königreich als Framework Nation beteiligen sich die skandinavischen NATO-Staaten Dänemark, Norwegen, Finnland, Island und Schweden, die baltischen NATO-Staaten Estland, Lettland, Litauen und das NATO-Mitglied Niederlande.